# Colony Capital
DigitalBridge (bis 2021: Colony Northstar, bis 2017: Colony Capital) ist ein US-amerikanisches Unternehmen mit Sitz in Los Angeles, Kalifornien.
Als Finanzinvestor hat sich das Unternehmen insbesondere auf den Erwerb von Immobilien und Unternehmen in der Hotellerie- und Casinobranche spezialisiert.

## Geschichte
Das Unternehmen wurde 1991 von Thomas J. Barrack in Kalifornien gegründet. 2000 wurde das Hotelunternehmen Resorts International Holdings in Nevada erworben, wozu unter anderem die US-amerikanischen Hotels The Atlantic Club Casino Hotel in New Jersey, das Bally's Casino Tunica in Mississippi und das LVH – Las Vegas Hotel and Casino (ehemals Las Vegas Hilton) in Nevada gehören.
2005 erwarb Colony Capital das Hotelunternehmen Raffles International. Zur Kette gehören 41 Hotels und Resorts der Marken Raffles, Fairmont und Swissôtel in 35 Ländern, darunter auch das Raffles Hotel in Singapur, das bekannteste Hotel der Kette.
2006 übernahm Colony Capital den französischen Fußballverein Paris Saint-Germain vom französischen Fernsehsender Canal+, der seit 1991 im Besitz von PSG war. 2011 verkaufte Colony Capital 70 Prozent seiner Aktienanteile an die Investorengruppe Qatar Sport Investment (QSI) aus Katar.
2008 wurde von Michael Jackson die Neverland Ranch erworben.
2010 beteiligte sich das Unternehmen an dem Erwerb des Filmunternehmens Miramax Films von Disney durch ein Unternehmenskonglomerat, das Ron Tutor anführte.
Gemeinsam mit dem französischen Investor Eurazeo halten sie 2011 rund 30 Prozent am französischen Hotelunternehmen Accor und lösten 2011 dessen Unternehmenschef durch den französischen Manager Denis Hennequin ab.
Im Januar 2017 fusionierte Colony Capital mit NorthStar zu Colony Northstar.
2021 wurde das Unternehmen in DigitalBridge umbenannt.